# 알리 알부사이디
알리 술라이만 라시드 알부사이디(아랍어: عَلِيّ سُلَيْمَان رَاشِد الْبُوسَعِيدِيّ, Ali Sulaiman Rashid Al-Busaidi, 1991년 1월 21일 ~ )는 오만의 축구 선수로 현재 알시브에서 수비수로 활동 중이며 오만 축구 국가대표팀의 일원으로도 활동하고 있다.